# Vainqueur Masengesho
Vainqueur Masengesho, né le 1er janvier 2002, est un coureur cycliste rwandais.

## Biographie
Vainqueur Masengesho découvre le cyclisme en exerçant le métier de chauffeur de vélo-taxi, dans le district de Musanze. Il est repéré par un coureur local, qui l'invite à effectuer des tests physiques. Après des résultats concluants, il intègre l'équipe nationale du Rwanda. Cette promotion lui permet de participer à quelques compétitions françaises en 2021, chez les amateurs et les professionnels. 
En 2022 et 2023, il se fait principalement remarquer dans des courses rwandaises. Il représente aussi son pays aux championnats du monde espoirs de Glasgow, où il abandonne. Lors de la saison 2024, il connait la consécration en devenant champion du Rwanda sur route. Il termine par ailleurs septième du Tour de Maurice et neuvième du Tour d'Algérie.

## Palmarès et résultats

### Par année
- 2023
  - 2e de la Nyaruguru Liberation Day Race
  - 2e de la Legacy Sakumi Anselme Race
- 2024
  -  Champion d'Afrique du contre-la-montre par équipes mixtes
  -  Champion du Rwanda sur route
- 2025
  - 3e de la Race to Remember

### Classements mondiaux
| Année                                 | 2023  |
| ------------------------------------- | ----- |
| UCI World Tour                        | 1446e |
| UCI Africa Tour                       | 83e   |
|                                       |       |
| Légende : nc = non classéSource : UCI |       |